# Songül Mutluer
Songül Mutluer (Enschede, 11 december 1979) is een Nederlandse PvdA-politica. Sinds 17 februari 2022 is zij lid van de Tweede Kamer der Staten-Generaal. Van 14 juni 2018 tot 17 februari 2022 was zij wethouder van Zaanstad.

## Jeugd en opleiding
Mutluer is geboren in Enschede als dochter van Turkse arbeidsmigranten, werkzaam in de textielindustrie. Ze heeft een broer en vijf zussen. Op haar derde verhuisde Mutluer met haar moeder naar Turkije, waar ze in Mersin en Adana verbleef. Op haar negende keerde ze terug naar Nederland, en bracht ze haar jeugd door in Zaanse wijk Poelenburg. Mutluer deed tussen 1992 en 1998 gymnasium bij het Zaanlands Lyceum en studeerde vervolgens tot 2004 rechten aan de Faculteit der Rechtsgeleerdheid van de Universiteit van Amsterdam. Tijdens haar studie ging ze voor vier maanden naar de Turkse hoofdstad Ankara om stage te lopen bij een advocatenkantoor.

## Carrière
Na haar opleiding werkte Mutluer eerst als docent/onderzoeker aan de Vrije Universiteit en de VU-Law Academy. Daar ontving ze een beurs om aanbestedingen te onderzoeken. Ook was ze van 2015 tot 2017 gastdocent bij University College Utrecht. Naast haar academische loopbaan ging ze aan de slag als adviseur in het aanbestedingsrecht en contractenrecht voor Corvers Procurement Services (2016-2017) en Rijkswaterstaat (2017-2018).
In 2006 maakte Mutluer haar politieke debuut in de gemeenteraad van Zaanstad, nadat ze als vijfde op de kandidatenlijst van de PvdA had gestaan. Ze werd herkozen in 2010 als nummer twee op de lijst en werd in december van dat jaar fractievoorzitter in Zaanstad. Ook bij de gemeenteraadsverkiezingen 2014 was ze de tweede kandidaat van de PvdA. Beginnend in de lente van 2016 werd Mutluer een halfjaar als fractievoorzitter vervangen vanwege het schrijven van haar scriptie. Voor de Tweede Kamerverkiezingen in 2017 was Mutluer lid van de kandidaatstellingscommissie van de PvdA.
Nadat ze in 2018 lijsttrekker was, werd zij in juni geïnstalleerd als wethouder met de portefeuille wonen en bouwen, jeugd(zorg), ouderenbeleid en minimabeleid. Naast wethouder was Mutluer vanaf 2019 lid van het algemeen bestuur van de Vereniging van Nederlandse Gemeenten (VNG) en bekleedt zij verschillende ambtsgebonden nevenfuncties. Tijdens haar wethouderschap ontving de gemeente Zaanstad €20,5 miljoen van de landelijke overheid om snel huizen bij te bouwen en nog eens €43 miljoen om uit te gaven aan kwetsbare buurten in Zaandam Oost, waarmee het meer ontving dan elke andere gemeente. Mutluer gaf aan met dat laatste bedrag 850 woningen duurzamer te willen maken, om de openbare ruimte en voorzieningen te verbeteren en om woonfraude aan te pakken. Halverwege 2020 stopte een aantal aanbieders van jeugdzorg in de gemeente met het toelaten van nieuwe kinderen, omdat het budget van de regio Zaanstreek-Waterland van dat jaar op was. Volgens de regionale rekenkamer waren de bedragen die Zaanstad aan de jeugdzorg besteedde in de voorgaande jaren uit de hand gelopen en beschikte de gemeente niet over betrouwbare data over haar systeem. Mutluer riep de landelijke overheid op om meer geld te geven aan gemeenten voor de jeugdzorg.
In 2021 stond Mutluer als tiende op de lijst van de Partij van de Arbeid bij de Tweede Kamerverkiezingen. Ze ontving 4896 voorkeurstemmen en kreeg geen zetel, omdat de PvdA negen zetels won. Ze had eerder ook al op een landelijke lijst gestaan: ze was een van de lijstduwers (plaats 77) in kieskring Den Helder in 2012. Op 17 februari 2022 werd Mutluer alsnog geïnstalleerd als Tweede Kamerlid in de vacature ontstaan door het vertrek van Gijs van Dijk; op deze datum trad zij ook af als wethouder van Zaanstad en ze verliet het bestuur van VNG. Mutluer is woordvoerder justitie, veiligheid en wijken en zij is plaatsvervangend lid van de vaste Kamercommissies voor Binnenlandse Zaken, Justitie en Veiligheid en Onderwijs, Cultuur en Wetenschap. Een meerderheid van de Tweede Kamer steunde een motie van Mutluer om ook verzekerde inwoners van Limburg en Noord-Brabant overheidscompensatie te geven voor schade veroorzaakt door overstromingen in juli 2021. Voor een aantal slachtoffers werd door hun verzekeraar slechts een deel van de schade vergoed en zij waren daardoor overheidscompensatie misgelopen. In 2023 diende Mutluer samen met Anne Kuik (CDA) een initiatiefwetsvoorstel in om het publiceren van video's van geweldsmisdrijven te verbieden. Dit volgde op enkele filmpjes van mishandelingen die online vaak bekeken waren. Het vergrijp zou maximaal bestraft kunnen worden met een boete van €9000 of een gevangenisstraf van één jaar en het voorstel bevatte een uitzondering wanneer publicatie in het algemeen belang is. Volgens Mutluer zijn dergelijke filmpjes een inbreuk op de menselijk waardigheid van slachtoffers.
In maart 2022 nam ze deel aan de gemeenteraadsverkiezingen in Zaanstad als lijstduwer van de PvdA. Ze zou, voordat ze benoemd werd als Tweede Kamerlid, ook wethouderskandidaat zijn. Ze stond als tiende op de kandidatenlijst van GroenLinks-PvdA voor de Tweede Kamerverkiezingen van 2023, waardoor ze verder kon gaan als Tweede Kamerlid. Ze ontving 8711 voorkeurstemmen.

## Prijzen
- Uitverkiezing door Altin Lale (de Gouden Tulp) award tot politicus van het jaar 2019.
- Uitverkiezing door De BAR (Bestuurders Amsterdamse Regio) tot beste raadslid Noord-Holland 2015
- Uitverkiezing door Zaans politieke vereniging Rosa tot beste vrouwelijke politicus Zaanstad 2007-2008, 2009-2010 en voor de hele raadsperiode 2006-2010.
- Uitverkiezing door Zaans politieke vereniging Rosa tot beste politicus Zaanstad 2008-2009